# Santuario di Nostra Signora della Devesa
Il santuario di Nostra Signora della Devesa (in catalano: Santuari de la Mare de Déu de la Devesa) è un luogo di culto cattolico che si trova nel comune di Montagut i Oix, in Catalogna.

## Origine del nome

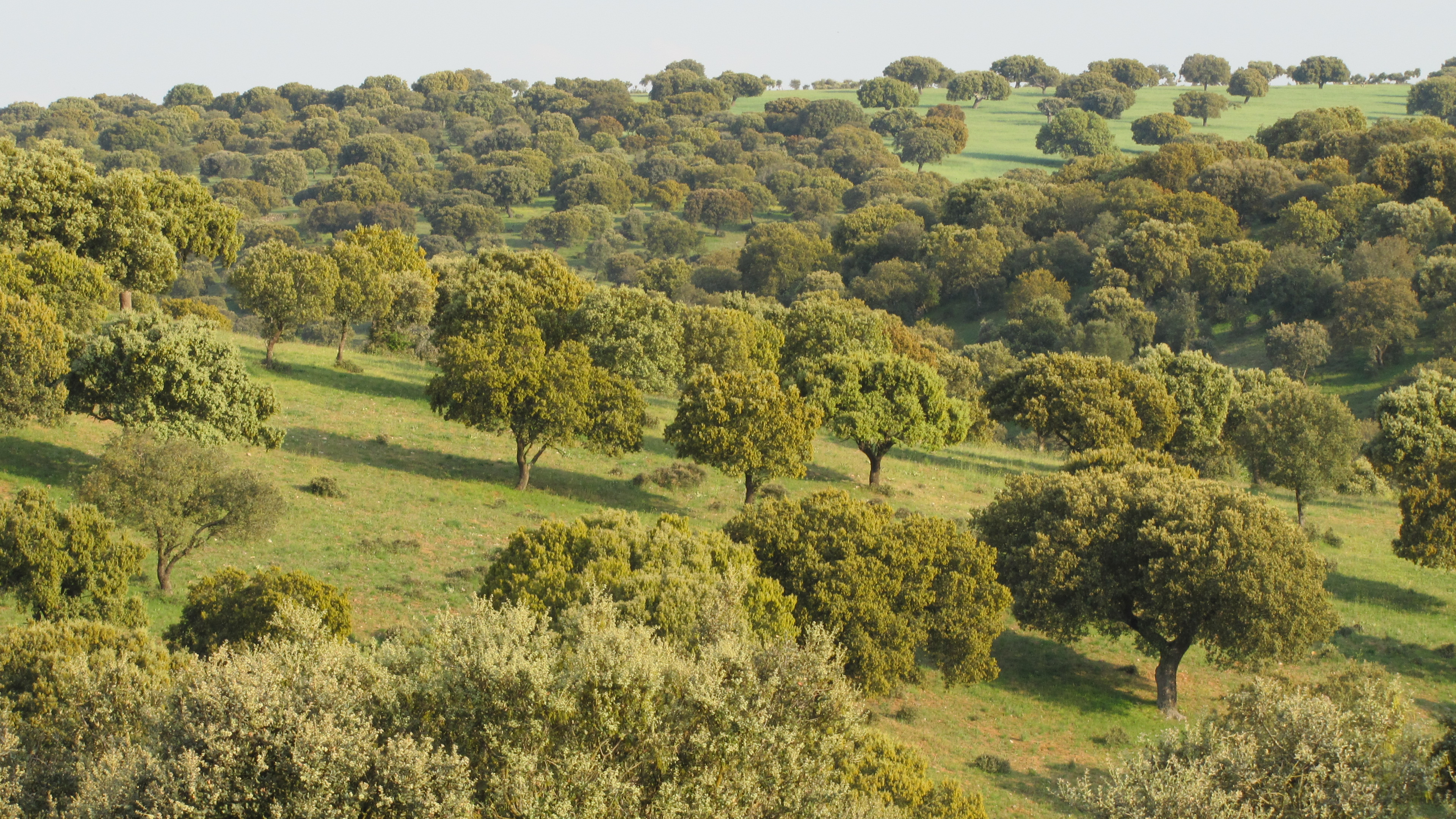
Dehesa spagnola.

Il nome di Mare de Déu de la Devesa, cioè di Nostra Signora della Devesa sembra essere correlato al luogo in cui è stato edificato il santuario, un altopiano montuoso isolato adatto al pascolo e che richiama la dehesa, tipico ambiente spagnolo delle zone a sud ovest del Paese.

## Storia
La chiesa è stata edificata in epoca romanica e in seguito è stata oggetto di numerose modifiche, la più importante venne apportata nel 1540.

## Descrizione

### Esterno
La struttura, in stile romanico, è semplice e in pietra a vista. Sul prospetto principale si apre il portale racchiuso in una cornice in blocchi marmorei che si conclude con un arco a tutto sesto. A lati si trova una finestra quadrata e, sulla parte destra della parte superiore si trova il campanile a vela.

### Interno
Il piccolo edificio di origine romanica presenta un interno a navata unica con volta a botte. L'abside è semicircolare. 
Nella chiesa era conservato sino alla prima metà del XX secolo una statua in legno raffigurante la Vergine Maria con il Bambino, che andò distrutta e venne sostituita in seguito da una copia.